# Малокостянтинівка
Малокостянти́нівка —  село в Україні, у Алчевській міській громаді, Алчевського району Луганської області. Населення становить 298 осіб. До 2020 орган місцевого самоврядування — Бугаївська селищна рада. 
Знаходиться на тимчасово окупованій території України. 

## Історія
12 червня 2020 року, відповідно до Розпорядження Кабінету Міністрів України  № 717-р «Про визначення адміністративних центрів та затвердження територій територіальних громад Луганської області», увійшло до складу Алчевської міської громади.
17 липня 2020 року, в результаті адміністративно-територіальної реформи та ліквідації Перевальського району увійшло до складу Алчевського району.

## Населення

### Мова
Розподіл населення за рідною мовою за даними перепису 2001 року:
| Мова       | Кількість | Відсоток |
| ---------- | --------- | -------- |
| українська | 200       | 67.11%   |
| російська  | 98        | 32.89%   |
| Усього     | 298       | 100%     |